# ستارا وس ناد اوندرینیتسی
ستارا وس ناد اوندرینیتسی (به چکی: Stará Ves nad Ondřejnicí) یک منطقهٔ مسکونی در جمهوری چک است که در ناحیه اوستراوا-تسیتی واقع شده‌است. ستارا وس ناد اوندرینیتسی ۱۸٫۷۹ کیلومتر مربع مساحت و ۲٬۷۳۴ نفر جمعیت دارد و ۲۴۰ متر بالاتر از سطح دریا واقع شده‌است.